# Domingo Barret
Domingo Barret Rodríguez, político mexicano, nacido y fallecido en San Francisco de Campeche, cuando esta ciudad era aún parte de Yucatán. Fue gobernador provisional de Yucatán en 1847 durante el inicio de la denominada Guerra de Castas y en el tiempo en que dándose la guerra de México con Estados Unidos de América, Yucatán decidió permanecer neutro en el conflicto.

## Datos históricos

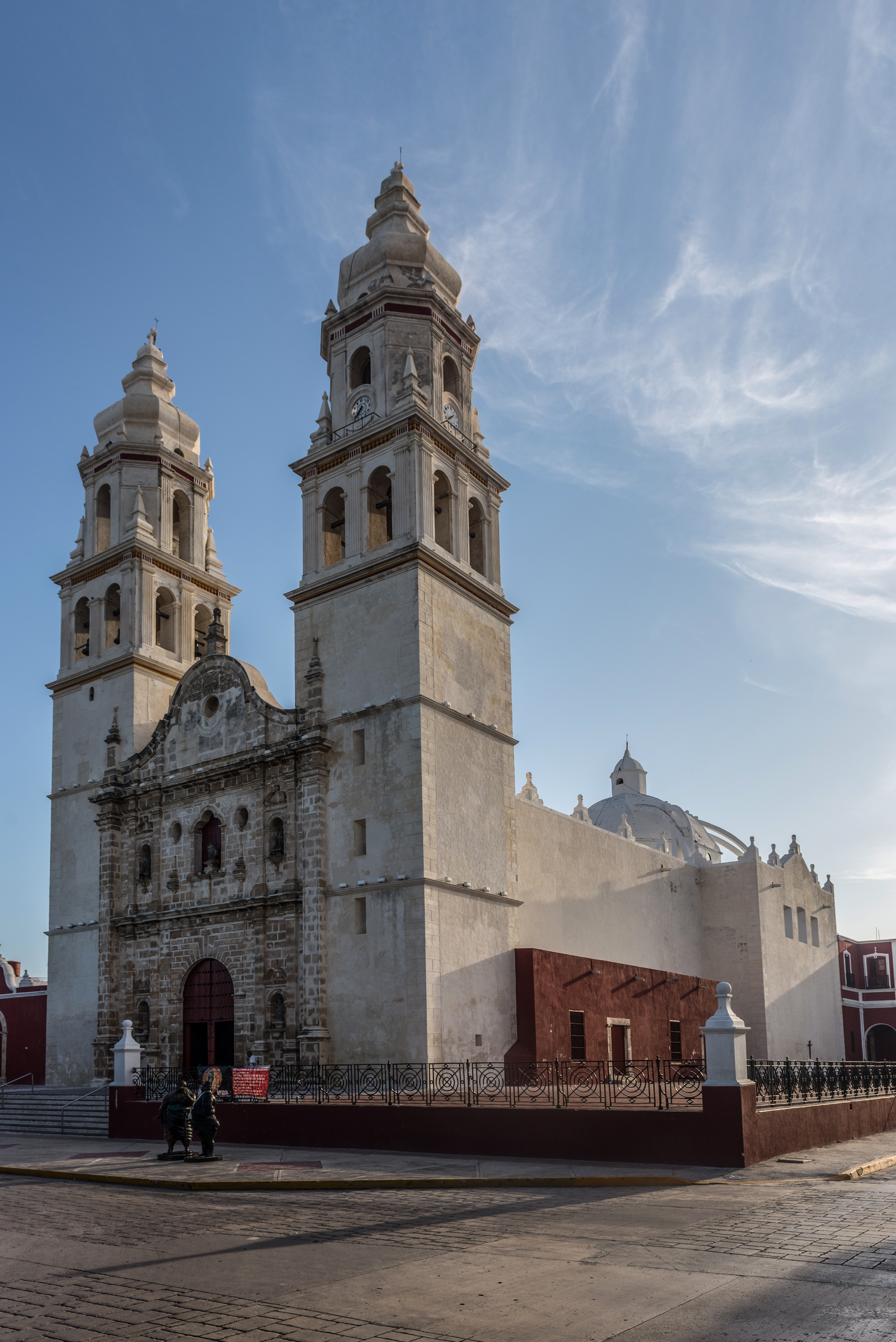
Barret nació y murió en San Francisco de Campeche, fue de la facción campechana en el conflicto de la república de Yucatán

Perteneció al grupo político de Santiago Méndez Ibarra, quien representó los intereses campechanos frente a los de Mérida, Yucatán que fueron representados por el grupo de Miguel Barbachano, durante los conflictivos años previos a la escisión del estado de Yucatán por la separación de Campeche y justamente al principio de la denominada Guerra de Castas, que se escenificó en la península de Yucatán desde 1847 hasta 1901.
En 1829 se manifestó con Méndez en contra de la rebelión militar que ocurrió en Campeche en favor del centralismo, movimiento que finalmente llevó al poder a José Segundo Carvajal, que había sido gobernador en 1823 y que actuaba como agente político de Antonio López de Santa Anna, quien también había gobernado Yucatán en 1824.
Las pugnas entre el partido Mendista y el Barbachanista se había agudizado en ese entonces. La facción de Méndez pugnaba por la neutralidad de Yucatán en el conflicto bélico México - estadounidense. A principios de 1847 los intereses de Campeche y de Mérida entraron en abierto conflicto y se manifestaron incluso por las armas. Se libraron combates en los que las tropas campechanas salieron triunfantes. Ante estos eventos Miguel Barbachano, a la sazón gobernador de Yucatán, se auto-exilió en La Habana, perteneciente a la española Capitanía General de Cuba y dejó el poder en manos de los mendistas. El 20 de enero de ese año asumió la gubernatura provisional Domingo Barret.
En el mismo año de 1847 las cosas empeoraron en Yucatán como resultado del estallido de la denominada Guerra de Castas que vino a complicar seriamente la situación política, económica y social en la Península de Yucatán.  El 26 de julio Manuel Antonio Ay, líder indígena maya fue aprehendido por sedición, procesado, condenado a muerte y ejecutado en la plaza de Santa Ana de la ciudad de Valladolid. En vista de tales acontecimientos, otros jefes mayas precipitaron el inicio de la rebelión que habría de durar más de 50 años, hasta 1901. Cecilio Chi tomó Tepich, donde dio muerte a todos los vecinos de raza blanca, salvándose solamente uno, que fue a Tihosuco a dar cuenta del hecho. La guerra de castas había comenzado.
También durante su mandato, Barret convocó a una reunión realizada en Ticul entre los principales líderes políticos de Yucatán  y que tuvo el propósito aparente de reorganizar la hacienda pública, las fuerzas del orden y de restablecer las fechas para las elecciones de funcionarios en el estado. En el fondo esta magna asamblea discutió acerca de la separación de Yucatán de la república de México y de la neutralidad de Yucatán frente a la invasión estadounidense a territorio mexicano.
El líder político Santiago Méndez Ibarra, el gobernador Domingo Barret, y sus huestes, agotaron sus recursos para resolver la situación y fueron hasta el límite de ofrecer la soberanía de Yucatán a fin de conseguir ayuda par resolver la situación bélica que empeoraba día con día. En el extremo de tal situación los campechanos no tuvieron más remedio que convocar a la unidad interna, llamando a Miguel Barbachano para que regresara de Cuba, comisionándolo para negociar la paz con los indígenas. El 3 de octubre de 1847, Barret entregó el poder a Méndez quien más tarde habría de entregárselo a su vez a Miguel Barbachano, para que se hiciera cargo del grave conflicto que había comenzado.